# Баллена – Нейва
Баллена — Нейва — найбільший колумбійський газопровід, що перетинає основну частину країни з півночі на південь та, в поєднанні з рядом інших трубопроводів, забезпечує подачу газу від головних родовищ на півночі та сході країни до таких міст як Богота і Калі.
Спорудження першої ділянки — від газопереробного заводу Баллена до міста Барранкабермеха — розпочалось у 1994-му та завершилось через два роки. Її створення відбувалось на ініциативу енергетичної корпорації Enron та мало на меті постачання нафтопереробного заводу, теплової електрогенерації та інших споживачів за рахунок блакитного палива, видобутого на офшорному карибському родовищі Чучупа. Генеральним підрядником при спорудженні лінії Баллена — Барранкабермеха виступив італо-аргентинський промисловий конгломерат Techint. Довжина зазначеної ділянки складає 578 км при діаметрі труб 450 мм. Первісно тут працювали три компресорні станції в Hatonuevo, Casacara та Norean, а потужність газопроводу становила до 2 млрд.м3 на рік. В 2011 році після робіт по модернізації наявних та спорудженню трьох додаткових компресорних станцій в La Jagua del Pillar, Curumani та San Alberto, система може забезпечувати прокачку до 2,7 млрд.м3 на рік. При цьому робочий тиск становить до 8,2 МПа (в районі Баллена, до Барранкабермеха знижується до 4,9 Мпа). Для поставок газу до споживачів споруджено 199 км відгалужень з діаметром від 50 до 250 мм.
Від Барранкабермеха газопровід продовжили на 560 км на південь до Нейва в департаменті Уїла (ця ділянка носит персональну назву Centro Oriente Pipeline). Після першої третини маршруту в районі Vasconia відокремлюється відгалуження на схід довжиною 209 км до Cogua (район на північній околиці столиці країни Боготи). А дещо південніше, приблизно посередині маршруту в районі Марікуіта на захід відходить газопровід до Калі. Подача газу з півночі забезпечується компресорною станцією Барранкабермеха (теж модернізована у 2011 році), крім того до південної частини системи подається газ в районах Нейва (родовища Espino Chaparro, Tenay — Santa Clara, Dina) та Gualanday (родовища Montanuelo, Don Pedro — Monserrate)
У другій половині 2010-х на фоні виснаження запасів Чучупа та вводу в розробку газових покладів на східних родовищах Кузіана та Купіагуа, схема забезпечення країни газом змінилась. Блакитне паливо із цих родовищ через газопровід Кузіана – Ла-Беллеза потрапляє до згаданого вище відгалуження Vasconia — Cogua, звідки реверсним рухом по ділянці Ла-Беллеза — Vasconia надходить до центральної ділянки Барранкабермеха — Нейва. Споруджена у Vasconia компресорна станція може забезпечувати видачу газу як на північ (у напрямку до Барранкабермеха), так і на південь (у напрямку до Нейва та Калі).
При цьому друга компресорна станція, споруджена в Марікуіта дещо південніше місця відходу газопроводу на Калі, може працювати у бідирекціональному режимі: або продовжувати подавати блакитне паливо далі на південь, або, за умови появи надлишку від південних родовищ, перепускати його на північ.